# Kap Barlas
Kap Barlas ist ein Kap am nördlichen Ende der Fredriksen-Insel im Archipel der Südlichen Orkneyinseln.
Entdeckt und grob kartiert wurde es von den Kapitänen George Powell (1794–1824) und Nathaniel Palmer im Dezember 1821. Wissenschaftler der britischen Discovery Investigations nahmen 1933 eine neuerliche Kartierung vor und benannten das Kap nach William Barlas (1888–1941), Repräsentant des Vereinigten Königreichs auf Deception Island und den übrigen Südlichen Shetlandinseln (1914–1915) sowie zu verschiedenen Anlässen auf Südgeorgien (1928–1941).